# Блаттен
Блаттен (нем. Blatten) — бывшая высокогорная деревня и коммуна в округе Западный Рарон в кантоне Вале в Швейцарии. Расположена в долине Лётченталь в Бернских Альпах на высоте 1540 м над уровнем моря. В составе региона Юнгфрау-Алеч-Бичхорн в декабре 2001 года включена ЮНЕСКО в Список объектов всемирного наследия. Гора Бичхорн расположена на юге, Чингельхорн — на севере. Рядом расположена деревня и курорт Белальп на высоте 2100 м над уровнем моря.

## Сход ледника

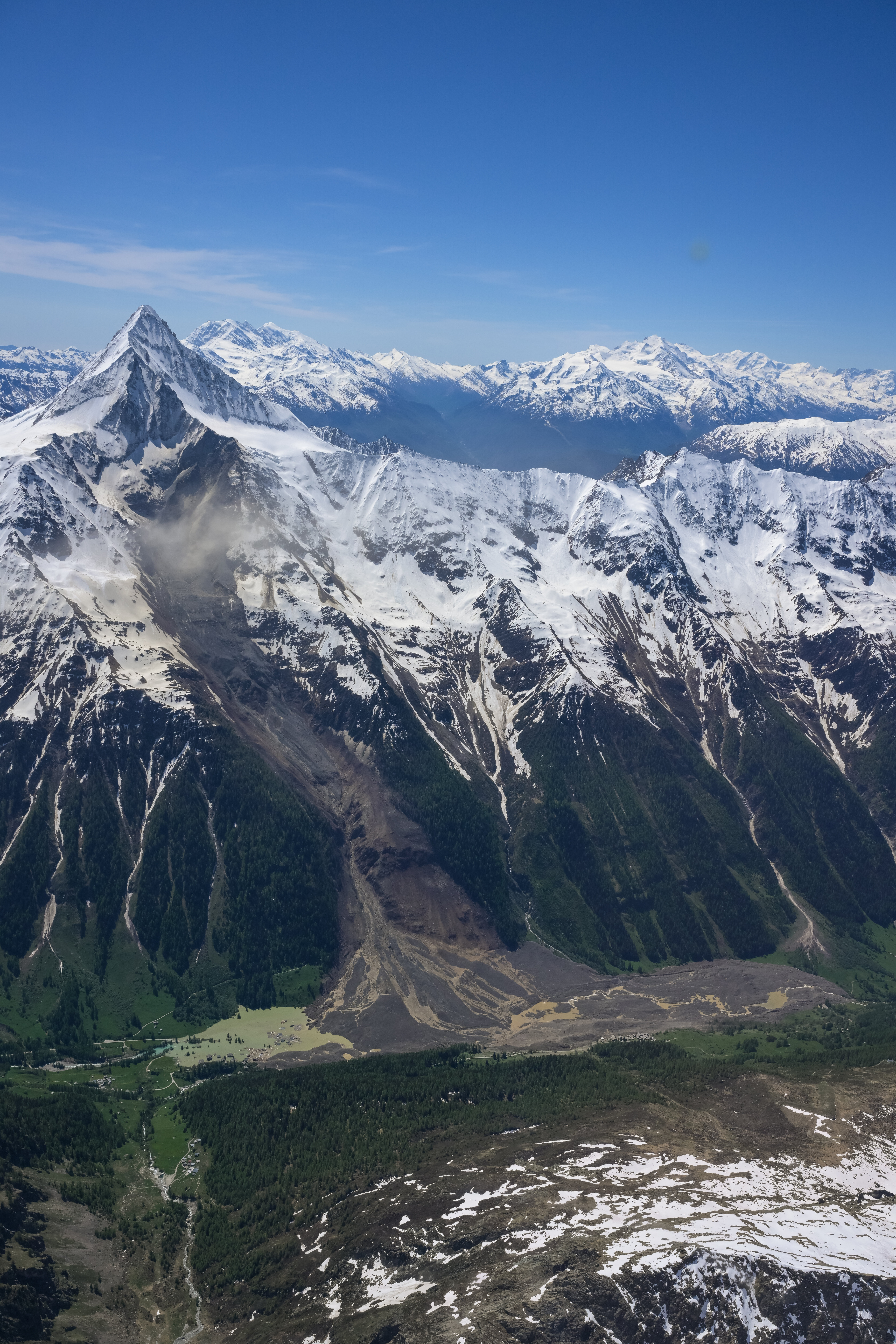
Вид на гору Бичхорн и долину Лётченталь 30 мая 2025 года

Деревня Блаттен уничтожена сходом ледника, оползнем и селем 28 мая 2025 года. Горные породы объёмом более 3 млн м³ блокируют течение реки Лонца (правый приток реки Роны), формируя озеро. Местные жители и скот были эвакуированы заранее, 19 мая. Один человек пропал без вести.

## Транспорт
Ниже в долине расположена железнодорожная станция Гоппенштен у входа в тоннель Лёчберг Лёчбергской железнодорожной линии.